# Carlos Alberto Etchandy Gimeno Navarro
Carlos Alberto Etchandy Gimeno Navarro (Rio de Janeiro,  30 de outubro de 1931  —  Niterói, 2 de fevereiro de 2003) foi o terceiro arcebispo da Arquidiocese de Niterói.

## Biografia
Filho de João Gimeno Navarro e Maria do Carmo Etchandy Navarro. Entre 1939 e 1942, cursou seu ensino primário em escolas públicas do Rio de Janeiro. Depois estudava no Colégio Militar, no Rio de Janeiro, entre 1943 e 1950, e seu ensino médio em 1951 e 1952 na mesma escola. Ingressou na Academia Militar das Agulhas Negras em Resende, Rio de Janeiro, em 1953.

## Formação e presbiterado
Em 1 de julho de 1966, aconteceu na paróquia Nossa Senhora da Paz um evento polêmico, organizado pelo então padre Carlos Alberto Navarro. Uma ação litúrgica com citações dos papas João XXIII e Paulo VI e a parte musical no ritmo das canções dos Beatles, executadas pelo Brazilian Bitles, cujos integrantes eram Luís Toth, Jorge Eduardo Almeida, Fabio Block, Ely Barra e Vitor Trucco, este último com a palavra:
"As autoridades católicas decidiram realizar na Igreja Nossa Senhora da Paz em Ipanema (RJ), um ato litúrgico com citações dos Papas João XXIII e Paulo VI e a parte musical no ritmo das canções dos Beatles. A parte musical foi executada pelo Brazilian Bitles, na qual foram tocadas e cantadas as melodias “Canção da Paz” (versão de I Love you too, dos Beatles) “Anjo menino” e “Belo para mim”. As reações foram imprevisíveis, os Sacerdotes não podiam supor que na juventude ali presente, alguns jovens no auge do embalo da música executada pela banda se deixaria empolgar de tal maneira que chegasse ao exagero. As moças de mini saia subiram nos altares e se estabeleceu um empurra empurra pelos rapazes que estavam embaixo, e muitos subiram nos bancos, dificultando a leitura dos textos pelos sacerdotes. (Os sacerdotes acreditavam que os jovens entenderiam através do ritmo a mensagem da Igreja, como faz o Padre Marcelo Rossi hoje em dia). O ritmo frenético, porém, contagiou os jovens e o templo parecia um show de Rock, a pregação religiosa não podia mesmo surtir efeito, nem mesmo a Ave Maria (tocada também em ritmo musical de Rock) conseguiu acalmar aos jovens. O Iê Iê Iê provou a teoria dos estudiosos das reações humanas, que o define como “um estopim que liberta convulsões e impulsos incontroláveis nos jovens.”.
Reações de todos os tipos apareceram naquela ocasião. Alguns acreditavam que havia ocorrido um sacrilégio e que era uma lástima um sacerdote católico promover algo assim. Uma senhora com o escudo da Congregação de Nossa Senhora da Paz, quase em murmúrio, dizia: Isso é o fim do mundo, meu Deus. Que horror!" Já para os jovens, que pelas matérias da época foram contados em torno dos cinco mil, aquele espetáculo era o que de melhor poderia ter acontecido. Um garoto de 16 anos mascando chicletes fazia bola e de vez em quando berrava: "Help, Help, Help", fazendo alusão à música do quarteto de Liverpool. Já o padre Carlos Alberto se defendia: "Os jovens irão para a igreja se houver quem os atraia para lá.".

## Episcopado
Em 24 de outubro de 1975 o Papa Paulo VI o designou bispo auxiliar da Arquidiocese de São Sebastião do Rio de Janeiro, titular de Cenae, aos 44 anos de idade.
Recebeu a ordenação episcopal, em 12 de dezembro de 1975 por Eugênio de Araújo Sales, tendo como seu principal co-consagrador José Alberto Lopes de Castro Pinto, bispo-auxiliar do Rio de Janeiro. Ao longo deste período foi Vice-Secretário do Regional Leste 1; Presidente da Comissão Regional do Clero do Leste 1. 
Foi transferido para Campos em 29 de agosto de 1981,  sendo o 4º bispo daquela diocese. Nesse tempo foi Membro do Conselho Fiscal da CNBB, Representante dos Bispos na Comissão Regional de Seminários. Também nesse período foi eleito pelos Bispos do Regional Leste 1 para acompanhamento do Ensino Religioso no Estado do Rio, desde 1987. 
Esteve à frente da Diocese de Campos durante um período conturbado no qual houve uma divisão do clero diocesano e de uma parte dos fiéis. Ele disse que este tempo foi marcado por afrontas, das mais variadas, à igreja e a ele mesmo, no jornal datado de 10 de julho de 1988. 
A situação tensa teve seu clímax com o Motu Proprio Ecclesia Dei emitido por João Paulo II aos 2 de julho de 1988. O documento foi uma resposta à ordenação canonicamente irregular de quatro bispos por Marcel Lefebvre -- emérito da Diocese de Tulle, França -- e Antônio de Castro Mayer -- emérito da Diocese de Campos, Rio de Janeiro.
Depois Navarro foi novamente transferido pelo papa e assumiu a Arquidiocese de Niterói.

## Arcebispo de Niterói
Foi nomeado o terceiro arcebispo de Niterói o 9 de maio de 1990, e assumiu o comando o 2 de julho de 1990.

## Ordenações episcopais
Foi o principal consagrante da ordenação episcopal de:
- João Corso, Bispo de Campos dos Goytacazes - 1990
- Roberto Gomes Guimarães, Bispo emérito de Campos dos Goytacazes, 1996

Foi co-consagrante da ordenação episcopal de:
- Elias James Manning, 1990

## Morte
Navarro teve um infarto o 17 de janeiro de 2003, e morreu no Hospital Santa Cruz, em Niterói, o 2 de fevereiro de 2003, aos 71 anos.